# 糸永有希
糸永 有希（いとなが ゆき、1990年9月27日 - ）は、日本のアナウンサー。熊本放送（RKK）のアナウンサー。

## 経歴
福岡県立筑紫中央高等学校、福岡大学法学部法律学科を卒業後、2015年4月熊本放送入社。同年5月7日のラジオ「とんでるワイド 大田黒浩一のきょうも元気!」内包の「熊日ニュース」で初鳴きを果たし、翌5月8日にはテレビのニュースを初担当。
入社前、川上政行が代表を務める福岡アナウンススクールに通っていたという。
2025年9月末を以て10年半在職した熊本放送を退職し、翌10月から東上してフリーアナウンサーに転身することをこのほど表明した。

## 嗜好・挿話
- 身長162cm[要出典][注釈 2]。
- 姉がいる。
- 両親は熊本県出身で毎年年末年始は熊本へ帰省していた為、年末年始に実家で過ごしたことが殆どなかったという[注釈 3]。
- その実家においては、（彼女が小学生の頃から）朝の時間帯はラジオを聴くことが習慣になっていたとか[6]。
- FLASH（光文社）2020年8月11日号（1568号）[7]に掲載された「全国地方局女子アナ人気ランキング」において、11位[8]となっており、記事中では「しっとりとした正統派美人」「（同じく福岡県出身でテレビ東京アナウンサーの）大江麻理子に似ている」などと称されている。この件を「土曜の番組」でネタにしたところ、彼女のInstagramにはツッコミやいじり等を含めコメントが相次いだという[7][9]。
- 藤井風のファンである。

## 担当番組
2025年4月現在

### ラジオ・テレビ
- 熊日ニュース（随時）

### ラジオ
- 糸永・洋平 ラジオやってます（土曜9:00 - 11:30）
  - 2020年10月 - 2024年3月までは「糸永・大輔 ラジオやってます」。
- 局名告知（オープニング、クロージングともに担当、2023年頃より）

### テレビ
- 水曜だけど土曜の番組 - まさやんと共にMCを務める。
- THE TIME,（中継担当）
- ソラクマ（ナレーション）
- こんばんは熊本市

## 過去の担当番組

### ラジオ
- 週刊おやじ情報クマモト
  - 2020年7月2日 - 2021年3月25日。タイトルコール（事前録音）と番宣スポットのみを担当し、最終回[10]迄出演する事はなかった。
- 午後2時5分一寸一服
  - 2016年4月[注釈 4] - 2020年9月28日[11]は月曜担当だったが、「糸永・大輔 ラジオやってます」の放送開始に伴い降板。後任は常盤よしこ。
  - 2025年4月3日 - 同年7月31日までは木曜担当だったが、退社準備のため降板。

### テレビ
- ウェルカム! -（2015年7月 - 2019年3月、リポーター等）
  - 2015年7月7日の中継で初登場[12]し、番組終了までレギュラー出演[13]。
- 週刊山崎くん - リポーター
- RKK NEWS JUST. - リポーター等
- サタデープラス（MBS） - 中継リポーター（熊本担当）
- 夕方LIVE ゲツキン! - 初期から最終週まで水曜中継リポーターを務め、2023年からは並行して金曜MCを務めた。
- ソラカラ soracolor